# Керкул Атлетік (Бухарест)
Футбольний клуб «Керкул Атлетік» Бухарест (рум. Cercul Atletic București) — колишній румунський футбольний клуб з Бухареста, що існував у 1913—1915 роках.

## Досягнення
- Ліга I
  - Срібний призер: 1912–13
  - Бронзовий призер: 1913–14.